# Moto Guzzi V10 Centauro
Die Moto Guzzi V10 Centauro ist ein Motorrad des italienischen Herstellers Moto Guzzi der Kategorie Naked Bike, das von Ende 1996 bis Ende 2000 in Mandello del Lario gebaut wurde, um den aufkommenden Markt der leistungsstarken Naked Muscle Bikes zu bedienen und nach dem Produktionsende der 1000 Strada wieder ein unverkleidetes Straßenmotorrad im Angebot zu haben. Das polarisierende Design von Luciano Marabese und die Modellbezeichnung beziehen sich auf den Zentauren, das Mischwesen aus Pferd und Mensch. Technisch basiert die V10 Centauro auf der im April 1996 zum 75. Firmenjubiläum eingeführten Daytona RS.

## Modellentwicklung
Anfang 1998 wurden die Varianten V10 Centauro GT mit verstellbarem Lenker, soziustauglicher Zweiersitzbank und Gepäckträger, sowie V10 Centauro Sport mit kleiner Sportscheibe und optionalem Bugspoiler eingeführt (Preis in Deutschland für beide: 22.600 DM), während das Basismodell V10 Centauro weiterhin erhältlich blieb (Preis in Deutschland: 21.900 DM).
Erhältlich waren folgende Farbgebungen:

V10 Centauro

- Anthrazit metallic / Stahlgrau

- Dunkelrot metallic / Silbergrau

- Bromgelb / Stahlgrau

V10 Centauro GT

- Anthrazit metallic / Stahlgrau

- Bromgelb / Stahlgrau

V10 Centauro Sport

- Feuerrot mit weißen Streifen

- Britischgrün metallic mit weißen Streifen

Produziert wurden insgesamt nur 1918 Einheiten (1272 Centauro, 245 Centauro GT und 401 Centauro Sport).

## Konstruktion

### Antrieb
Der längs eingebaute, luftgekühlte Viertakt-Zweizylinder-V-Motor der V10 Centauro hat, wie alle V-Motoren von Moto Guzzi seit 1967, einen Zylinderwinkel von 90 Grad. Die Zylinder haben einen Hubraum von 992 cm³ resultierend aus einer Bohrung von 90 mm und einem Hub von 78 mm bei einem Verdichtungsverhältnis von 10,5 : 1. Die obenliegenden, zahnriemengetriebenen Nockenwellen betätigen je zwei Ein- und Auslassventile pro Zylinder über Pilzstößel und gegabelte Kipphebel.
Die Nennleistung beträgt 70 kW (95 PS) bei einer Drehzahl von 8200 min−1, das maximale Drehmoment von 88 Nm wird bei 5800 min−1 erreicht. Die Motorkühlung wird zusätzlich von einem vorne an der Ölwanne befestigten Ölkühler unterstützt.
Das Gemisch wird von einer elektronisch geregelten Saugrohreinspritzung (EFI) von Weber-Marelli mit zwei mechanisch gekoppelten Drosselklappen mit 50 mm Durchmesser gebildet. Moto Guzzi verzichtet bei der V10 Centauro auf eine Abgasnachbehandlung, die gesamte Auspuffanlage mit zwei langen, zylindrischen Schalldämpfern besteht aus verchromtem nichtrostendem Edelstahl.
Alle Versionen haben eine mechanisch über Seilzug betätigte Zweischeiben-Trockenkupplung und ein Fünfganggetriebe.
Der Kraftstofftank fasst 18 Liter, davon sind 4 Liter Reserve. Bei einem Kraftstoffverbrauch von 4,5 Litern auf 100 km gemäß Herstellerangabe würde sich eine theoretische Reichweite von 400 km ergeben.

### Rahmen und Fahrwerk
Die V10 Centauro hat, wie die zugrundeliegende Daytona RS, einen Zentralrohr-Brückenrahmen aus Stahl mit rechteckigem Querschnitt. Die Motor-Getriebe-Einheit ist mittragend.
Alle Versionen haben die gleichen 17″-Dreispeichen-Aluminiumgussräder von Marchesini. Das Vorderrad wird von einer „Up-Side-Down“-Teleskopgabel des Zulieferers WP Suspension mit 40 mm Standrohrdurchmesser und 130 mm Federweg geführt. Federbasis, Zug- und Druckstufendämpfung sind separat einstellbar. Das Hinterrad wird von einer Dreieck-Zweiarmschwinge aus Stahlrohr geführt, die Schwingenarme haben einen ovalen Querschnitt. Am zentralen, liegend montierten Federbein von White Power sind auch Federbasis, Zug- und Druckstufendämpfung separat einstellbar. Der Federweg beträgt 120 mm.
Ein Kardanantrieb überträgt die Kraft an das Hinterrad. Die schlecht geschützt im Spritzbereich des Hinterreifens drehende Kardanwelle (die daher regelmäßig gereinigt und geschmiert werden muss) und eine Momentabstützung sind rechts angebracht.

### Bremsanlage
Am Vorderrad verzögert eine hydraulisch betätigte Doppelscheibenbremse mit radial geschraubten Vierkolben-Festsätteln von Brembo. Die halbschwimmend gelagerten Bremsscheiben haben einen Durchmesser von 320 mm. Die auch hydraulisch betätigte hintere Scheibenbremse mit 282 mm Durchmesser hat einen Doppelkolben-Schwimmsattel.